# Schwörstadt
Schwörstadt település Németországban, azon belül Baden-Württembergben. Lakosainak száma 2547 fő (2023. december 31.).

## Népesség
A település népessége az elmúlt években az alábbi módon változott:
| Lakosok száma | 1995 | 2300 | 2344 | 2345 | 2333 | 2534 | 2498 | 2411 | 2396 | 2547 |
|               | 1961 | 1967 | 1974 | 1980 | 1987 | 1993 | 2000 | 2006 | 2013 | 2023 |